# Angerlo
Angerlo è una località dei Paesi Bassi situata nel comune di Zevenaar, nella provincia della Gheldria.